# Schermbeck (Luhden)
Schermbeck ist ein Ortsteil der Gemeinde Luhden im niedersächsischen Landkreis Schaumburg.

## Geografie und Verkehrsanbindung
Schermbeck liegt westlich des Kernortes Luhden an der am nördlichen Ortsrand verlaufenden Kreisstraße K 8. Am nordwestlichen Ortsrand verläuft die Landesgrenze zu Nordrhein-Westfalen mit der Schermbeeke als Grenzfluss. Westlich liegt die Quelle der nordwestlich fließenden Schermbeeke und erstreckt sich das rund 9 ha große Naturschutzgebiet Heineberg, südlich verläuft die A 2 und erstreckt sich das 452 ha große Naturschutzgebiet Kamm des Wesergebirges.

## Sehenswürdigkeiten
In der Liste der Baudenkmale in Luhden sind für Schermbeck sieben Baudenkmale aufgeführt.